# Maritim Grand Hotel Hannover
Koordinaten: 52° 22′ 8,3″ N, 9° 44′ 14″ O
Das Grandhotel Maritim, auch: Maritim Grand Hotel, ist ein im Zentrum der Stadt Hannover gegenüber dem Neuen Rathaus errichteter Hotelbau. Der in den 1960er Jahren im Stil des Brutalismus errichtete rund 100 Meter lange und 9 Stockwerke hohe Hochhausriegel war der erste Großhotelbau in der Stadt nach dem Zweiten Weltkrieg. Standort ist der Friedrichswall 11 im hannoverschen Stadtteil Mitte. Im Zuge der Flüchtlingskrise 2015/2016 wurde das Gebäude als Flüchtlingsunterkunft genutzt. In den Jahren 2022/2023 wird es umgebaut und sollte Ende 2023 als Hotel der Penta Hotels Gruppe wieder eröffnet werden, jedoch gab es hierbei Verzögerungen. Aktuell soll das Hotel im Jahre 2024 eröffnet werden, die neue Fassade soll erst im April 2024 kommen.

## Geschichte und Beschreibung

### Hotel Intercontinental
Nachdem in der ersten Hälfte des 20. Jahrhunderts jahrzehntelang eine breite Verbindung zwischen dem Neuen Rathaus und der Innenstadt projektiert worden war, wurden diese Pläne Anfang der 1960er Jahre zugunsten des geplanten Großhotelbaus der US-amerikanischen Fluggesellschaft Pan American World Airways (Pan Am). aufgegeben. Allerdings sicherte das Erbbaurecht der Stadtverwaltung eine möglicherweise spätere Wiederaufnahme dieser städtebaulichen Überlegungen.
So entstand in den Jahren von 1963 bis 1965 für die von der Pan Am betriebenen Hotelkette InterContinental Hotels & Resorts auf den Grundstücken mehrerer ehemaliger Villen sowie auf dem Areal der abgebrochenen Kunstgewerbeschule Hannover das Hotel Intercontinental durch das Architekturbüro ABB, die in Frankfurt am Main ansässigen Architekten Otto Apel und Hannsgeorg Beckert gemeinsam mit dem Ingenieur Gilbert Becker.
Die – später ersetzte – Innenausstattung des Hotels war teilweise durch den Künstler Werner Schreib entworfen worden; von dem Bildhauer hat sich jedoch an der Außenfassade das Betonrelief Monument für Reisende, Monument for Travellers, Monument pour Voyageurs aus dem Jahr 1965 erhalten. Das Hotel Intercontinental wurde am 4. November 1965 eröffnet.

### Maritim Grand Hotel

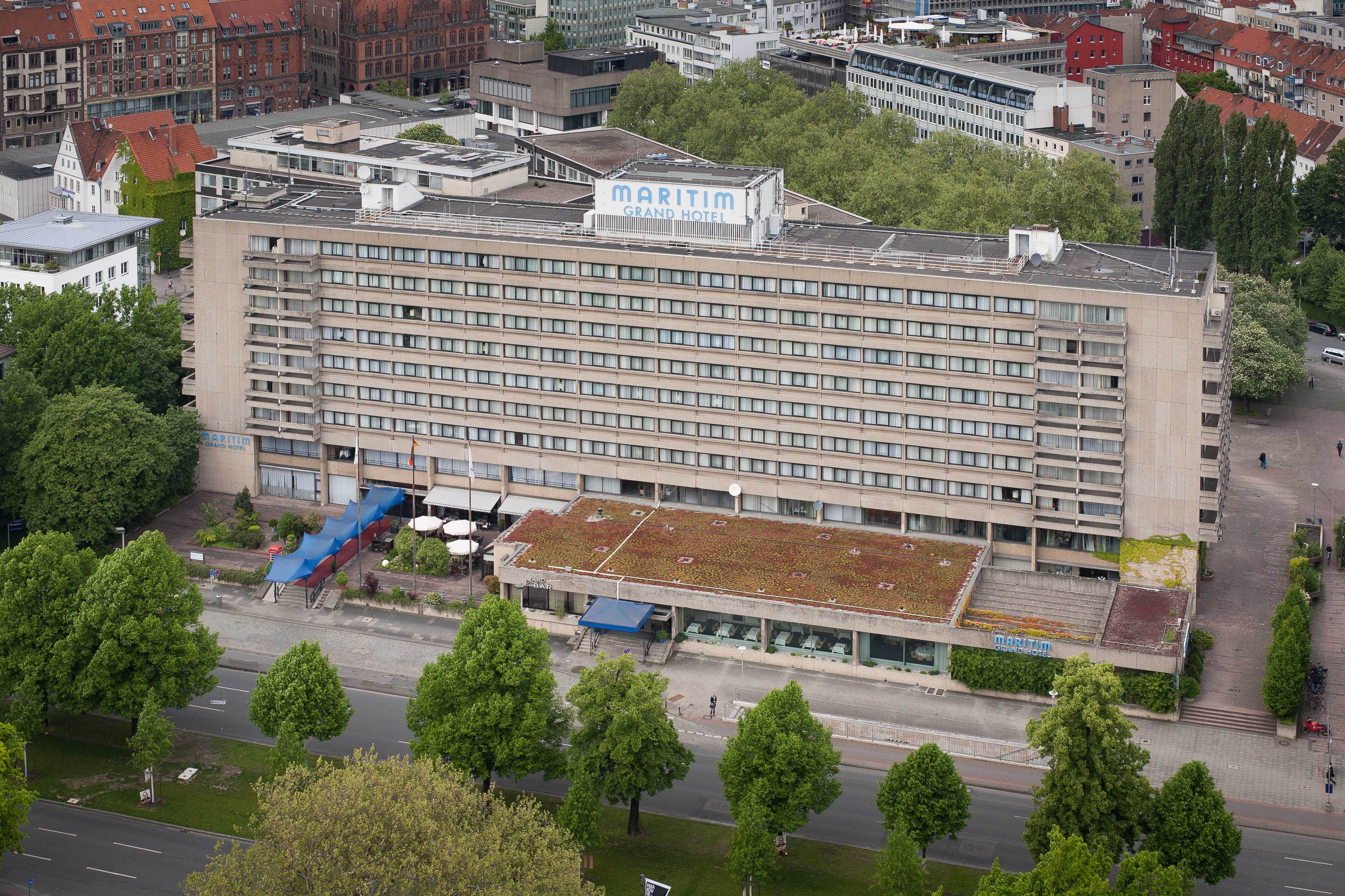
Das Maritim Grand Hotel am Friedrichswall, gesehen im Mai 2014 vom Turm des Neuen Rathauses

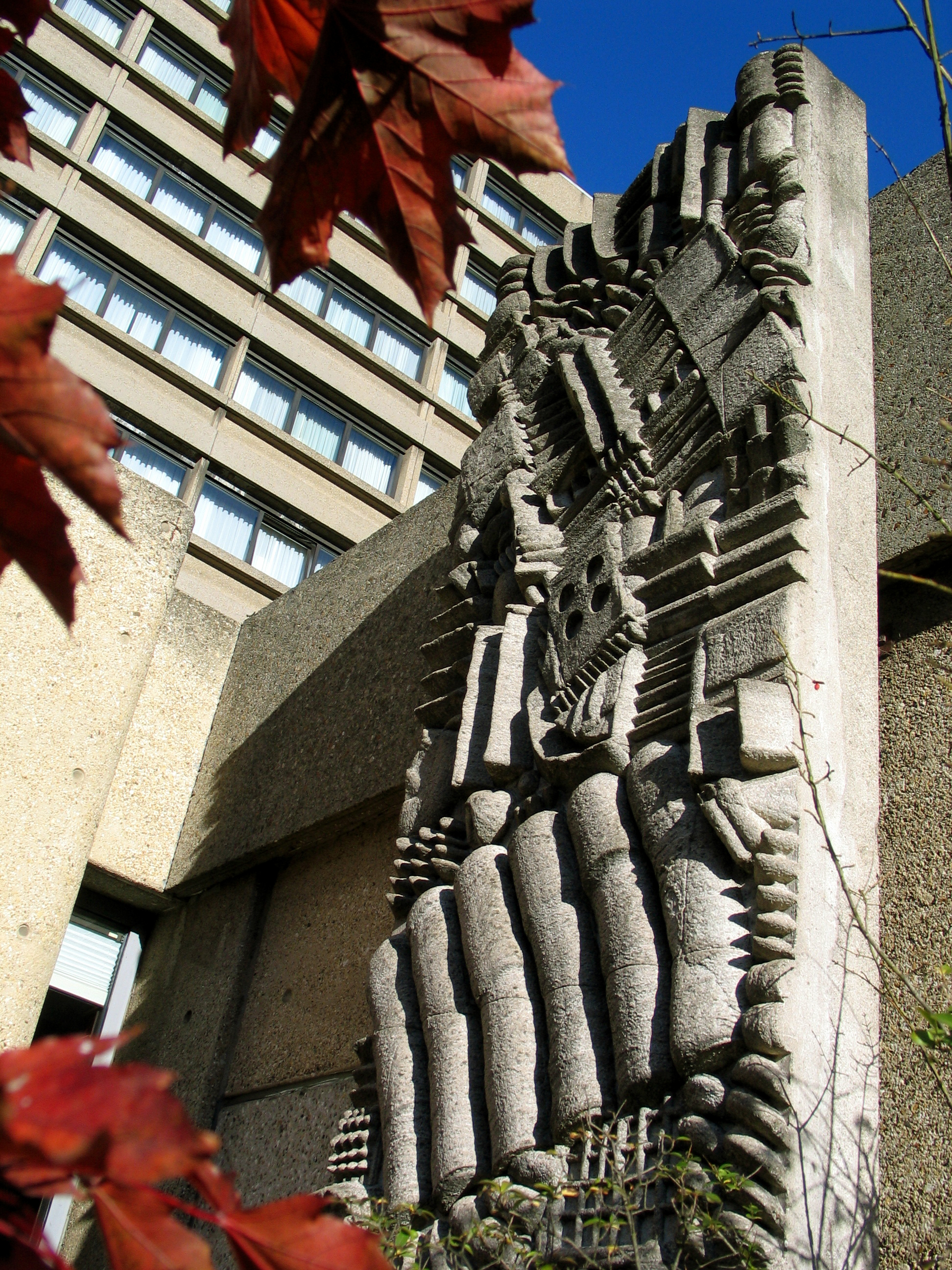
Betonrelief Monument für Reisende des Bildhauers Werner Schreib von 1965;
im Oktober 2012 in den Außenanlagen des Hotels

Nach rund drei Jahrzehnten erwarb 1995 die Hotelkette Maritim das Gebäude aus den 1960er Jahren für rund 35 Millionen Mark. Im Jahr der Expo 2000 wurde das 4-Sterne-Haus saniert. Nachdem die Maritim-Kette im Jahr 2009 ihr Hotel an der Hildesheimer Straße an die Dormero Hotel AG veräußert hatte, suchte sie Anfang des 21. Jahrhunderts vergeblich erst beim Land Niedersachsen und dann bei der Landeshauptstadt Hannover um eine Bürgschaft an für einen millionenteuren Umbau bei gleichzeitig auszuführender Sanierung des Hauses. 2013 verhandelte die Maritim-Kette dann um eine Verlängerung des lediglich bis 2023 geschlossenen Erbbaurechtsvertrages, um im Gegenzug die Fassade zu sanieren, wenngleich insgesamt die Finanzierung noch ungeklärt war. Im Jahr 2014 entschloss sich die Maritim-Kette schließlich zum Verkauf des Gebäudes, in dem seinerzeit 92 Mitarbeiter in Voll- und Teilzeit arbeiteten. Nach dem Verkauf beider hannoverschen Hotels wollte sich die Unternehmensgruppe auf das am Flughafen Hannover in Langenhagen betriebene Maritim-Airport-Hotel konzentrieren. Neue Eigentümerin des Gebäudes wurde die damals zur Berliner Intown Gruppe gehörende Friedrichswall GmbH.

### Flüchtlingsunterkunft
Nachdem die Friedrichswall GmbH erst ab 2018 mit einer Totalsanierung des Hotelbaus beginnen wollte, mietete die Stadtverwaltung das Hause nach dem Beginn der Flüchtlingskrise bis 2018 für gut 5 Millionen Euro, um übergangsweise für rund 550 Flüchtlinge die bis dahin größte hannoversche Flüchtlingsunterkunft einzurichten. Betrieben wurde die Unterkunft vom Deutschen Roten Kreuz (DRK). Der Mietvertrag endete am 30. November 2018.

### Sanierung und Umbau
Im April 2018 wurde bekannt, dass die Intown Gruppe einen Bauantrag für die Sanierung des Hotelbaus eingereicht hat. Aufgrund von Schadstofffunden wurden die Sanierungsarbeiten wiederholt unterbrochen.
Im Januar 2021 kam es wieder zu einem Stillstand der Bauarbeiten. Im April 2021 wurden die Bauarbeiten wieder aufgenommen, Betreiber oder Käufer wurden weiterhin gesucht. Im Juni wurde die Fertigstellung des Umbaus für Ende 2023 und als neuer Betreiber die Penta Hotels Gruppe genannt.